# قلعه همه
قلعه هَمِه (فنلاندی: Hämeen linna) یا قلعه تاواستیا یک قلعه قرون وسطایی در تاواستیا فنلاند در شهر همن‌لینا، شهری بین هلسینکی و تامپره واقع شده‌است. این قلعه که در ابتدا در یک جزیره قرار داشت، اکنون در ساحل دریاچه وانایاوسی قرار دارد. این قلعه شامل یک برجک دفاعی و دیوار حایل است که توسط یک خندق احاطه شده‌است. این بنا در ابتدا دارای پنج برجک بوده‌است. همچنین دارای یک دروازه، جان پناه، یک برجک گوشه آجری هشت ضلعی و یک برجک برآمده است. طبقات زیرین برجک دفاعی از گرانیت و طبقات فوقانی از آجرکاری قرمز رنگ ساخته شده‌است.
اگرچه تاریخ دقیق احداث این بنا مورد بحث است، اما عموماً اعتقاد بر این است که این قلعه در قرن سیزدهم ساخته شده‌است. این قلعه علاوه بر موقعیت خود به عنوان یک قلعه نظامی و اقامتگاه اشراف سوئدی، به عنوان زندان نیز مورد استفاده قرار می‌گرفت و اکنون موزه ای است که توسط هیئت ملی آثار باستانی فنلاند اداره می‌شود. این قلعه یکی از اصلی‌ترین جاذبه‌های گردشگری در جنوب فنلاند است که مرکز شهر و مکانی محبوب برای برگزاری رویدادها از جمله نمایشگاه‌های رنسانس است.